# 斯塔爾舍
斯塔爾舍（斯洛維尼亞語： 發音：[ˈstaːɾʃɛ]）。是斯洛維尼亞東北部斯塔爾舍市鎮的聚居地及行政中心。它位於馬里博爾東南部的德拉瓦河右岸。當地是下施蒂里亞傳統地區的一部分，現在包含在波德拉夫統計區中。
當地的堂區教堂是獻給施洗約翰，屬於天主教馬里博爾總教區。它在可追溯到1441年的書面文件中首次被提及，但目前的結構建於1833年。

## 外部連結
- Starše on Geopedia （页面存档备份，存于）